# Oh hell
Oh hell (también llamado contract whist) es un juego de cartas estilo «de bazas» de origen británico en el que el objetivo es tomar exactamente el número de bazas apostadas. Fue descrito por primera vez por B. C. Westall alrededor de 1930 y originalmente se llamó «oh! well». Se dice que fue introducido en América a través de los clubes de Nueva York en 1931. Phillips y Westall lo describen como «uno de los mejores juegos de ronda».

## Nombres
Este juego inglés originalmente se llamó «oh! well», pero a menudo se conoce como contract whist en Gran Bretaña y, menos comúnmente, como nomination whist, mientras que las fuentes estadounidenses lo llaman oh pshaw o más frecuentemente oh hell. David Parlett menciona otros nombres como blackout, bust, elevator y jungle bridge; mientras que John McLeod añade blob, llamado así porque la apuesta predicha por el jugador se tacha con una mancha negra si no se logra.

## Concepto
El juego explora la idea de tomar un número exacto de bazas especificado por una apuesta después del reparto. Aunque el juego original se jugaba hasta 100 puntos, las variantes modernas se diferencian de otros juegos de bazas en que los jugadores juegan un número fijo de repartos. El juego utiliza triunfos, a menudo decididos al voltear una carta después de que las cartas han sido distribuidas. Como muchos juegos de cartas sociales populares, el juego tiene muchas variantes locales y regionales en las reglas y nombres.

## Jugadores destacados
Entre los jugadores destacados del juego se encuentra el expresidente de los Estados Unidos Bill Clinton, quien lo aprendió del director de cine Steven Spielberg.

## Historia
Las reglas fueron descritas por primera vez por B. C. Westall alrededor de 1930 bajo el nombre de «oh! well», y continuaron siendo publicadas por Hubert Phillips hasta al menos 1976. El juego fue introducido en los Estados Unidos poco después de aparecer en Gran Bretaña y se registró por primera vez en los clubes de Nueva York en 1931. En estas reglas tempranas, el número de cartas repartidas era fijo dependiendo del número de jugadores y el juego era hasta 100 puntos.
A lo largo de las décadas, el juego se ha desarrollado tanto en Gran Bretaña como en los Estados Unidos, generalmente aumentando o disminuyendo el número de cartas repartidas por ronda, por ejemplo, incrementando el número de una a siete, de tres a diecisiete, o de siete a una y de vuelta a siete. El juego tiene muchos nombres alternativos, pero «oh hell» es, con mucho, el más común.
La versión original, conocida como «oh! well», fue descrita como «uno de los mejores juegos de ronda».

## Reglas
A continuación se describen cuatro variantes principales, el juego británico original conocido como «oh! well», en el que el número de cartas repartidas es el mismo cada vez (⇒), y tres variantes modernas comunes. Nomination Whist es una variante británica en la que las cartas se reparten en una secuencia descendente y ascendente (⇘⇗). En Australia y Nueva Zelanda, esta forma se llama, apropiadamente, «Arriba y abajo del río». Oh pshaw es un nombre estadounidense para la variante en la que las cartas se reparten solo en una secuencia ascendente (⇗) (aunque Parlett describe un juego similar como «oh hell británico»). Finalmente, el juego descrito a continuación es una variante popular en todo el mundo en la que las cartas también se reparten en una secuencia descendente y ascendente (⇘⇗).

### Reglas comunes
Hay reglas comunes que se aplican a las cuatro variantes y no se repetirán. Hay de tres a siete jugadores. Se utiliza una baraja estándar y las cartas tienen su rango normal, con los As como las más altas. El reparto, las apuestas y el juego son en el sentido de las agujas del reloj, comenzando siempre con la mano mayor, el jugador a la izquierda del repartidor. El objetivo es obtener la mayor cantidad de puntos apostando correctamente el número de bazas que se tomarán. Para ello, se realiza una ronda de apuestas después de repartir las cartas; la mano mayor comienza anunciando el número de bazas que cree que puede tomar, por ejemplo, «ninguna» o «cinco», y los demás jugadores siguen en turno. Durante el juego, la mano mayor juega la primera baza y los jugadores deben seguir el palo si pueden; de lo contrario, pueden jugar un triunfo o descartarse como deseen. La carta de triunfo más alta gana la baza o, si no se juegan triunfos, la carta más alta del palo jugado gana. El ganador de la baza juega la siguiente.

### Oh! well
Phillips y Westall describen «oh! well» como «uno de los mejores juegos de ronda», atractivo no solo para jugadores expertos, sino también para principiantes y jóvenes debido a la simplicidad de sus reglas, que son las mencionadas anteriormente con los siguientes detalles adicionales:
Si juegan tres, se retira la carta inferior de la baraja y se coloca boca abajo. Si juegan cinco, seis o siete, se retiran 2, 4 o 3 cartas, respectivamente, de la parte inferior de la baraja. De lo contrario, se usa la baraja completa. El repartidor distribuye las cartas y voltea la última, que es la suya, para determinar el triunfo. El repartidor o un escriba registra las apuestas. Se reparte el mismo número de cartas en cada reparto (⇒).
Los jugadores obtienen 1 punto por cada baza tomada. Además, cualquier jugador que cumpla su apuesta obtiene una bonificación de 10 puntos. El juego es hasta 100 puntos. Si se juega por apuestas, los jugadores pagan las diferencias en sus puntos convertidos en dinero según la tasa acordada. Alternativamente, los jugadores aportan una apuesta a un pozo y el ganador se lo lleva todo.

### Contract whist
En Gran Bretaña se juega una derivación de «oh! well» conocida como contract whist o, con menos frecuencia, como nomination whist. La principal diferencia es que los repartos siguen una secuencia descendente y ascendente (⇘⇗), en la que el número de cartas repartidas comienza en siete y disminuye cada vez por una hasta que solo se reparte una carta; luego aumenta nuevamente hasta que finalmente se reparten siete cartas otra vez (7–1–7). Las siguientes reglas se basan en Arnold (2011):
Las cartas se reparten y el primero en recibir un valet se convierte en el primer repartidor. Luego se reparten siete cartas a cada jugador, una por una; el resto de la baraja se coloca boca abajo como el mazo y la carta superior se voltea para determinar el triunfo. En los repartos posteriores, el número de cartas repartidas se reduce en una cada vez, de modo que en el séptimo reparto cada jugador recibe solo una. En el octavo reparto, los jugadores reciben dos cartas cada uno y en los repartos siguientes, el número de cartas repartidas aumenta en una cada vez. El decimotercer reparto es el último; se reparten siete cartas y el juego termina cuando finaliza.
En las apuestas, el repartidor, que va último como de costumbre, debe asegurarse de que el total de las apuestas no sea igual al número de cartas que cada jugador tiene, haciendo imposible que todos los jugadores cumplan sus apuestas.
Como en «oh! well», los jugadores obtienen 1 punto por baza y una bonificación de 10 puntos si cumplen sus apuestas. De lo contrario, las reglas son como se describen anteriormente.
En una variación, el palo de triunfo se fija cada vez, rotando en el orden: ♥ ♣ ♦ ♠.
Tenga en cuenta que el nombre nomination whist se da al menos a otros dos juegos.

### Arriba y abajo del río
En esta versión australiana y neozelandesa, hay de cuatro a ocho jugadores, cada uno recibe 10 cartas en el primer reparto. Nuevamente, las cartas repartidas siguen una secuencia descendente y ascendente (⇘⇗), reduciendo el número en una cada vez hasta que cada jugador recibe solo una carta. La secuencia luego asciende a 10 cartas para un total de 19 repartos (10–1–10). De nuevo, el repartidor debe asegurarse de que las apuestas no sumen el número de bazas en el reparto. Los jugadores obtienen 1 punto por cada baza tomada más 10 puntos por cumplir su apuesta.

### Oh pshaw
Oh pshaw es una variante estadounidense registrada por Bicycle, que la describe como «un juego divertido» con un seguimiento mundial. Es una variante solo ascendente (⇗) y las reglas son como se describen anteriormente con las siguientes adiciones:
Bicycle indica que de 4 a 5 jugadores son óptimos. El juego consta de un número fijo de repartos. En el primero, el repartidor distribuye una carta a cada jugador y voltea la siguiente para el triunfo. En los repartos posteriores, el número de cartas dadas a cada jugador aumenta en una cada vez hasta el máximo posible. Por ejemplo, si juegan cuatro, habrá 13 repartos. Si juegan tres, Bicycle recomienda limitar el juego a 15 repartos, en lugar del máximo teórico de 17. Si no quedan cartas en el último reparto, el juego se juega sin triunfo.
Como en «oh! well», pero a diferencia de contract whist, no hay restricciones en el número de bazas que el repartidor puede apostar. Sin embargo, el anotador debe anunciar si el total de las apuestas es «superior», «inferior» o «igual» al número de bazas disponibles en el reparto/número de cartas que cada jugador tiene.
El esquema de puntuación normal es que los jugadores que cumplen su apuesta obtienen 1 punto por cada baza tomada más 10 puntos de bonificación. Los jugadores que no cumplen su apuesta no obtienen puntos. El jugador con la mayor puntuación al final del juego es el ganador. Si se juega por puntuación dura, al ganador se le otorga una bonificación adicional de 10 puntos y luego los jugadores se liquidan entre sí según la diferencia en sus puntuaciones. Las variaciones de puntuación incluyen que todos los jugadores reciban 1 punto por baza tomada, hayan cumplido o no su apuesta; aquellos que sí cumplen su apuesta aún ganan una bonificación de 10; y los jugadores que anuncian una apuesta de «Ninguna» pueden obtener 5 puntos, 10 puntos o 5 puntos más 1 punto por cada baza en el reparto, dependiendo de las reglas locales.

#### Variante británica
Oh pshaw, tal como lo describe Bicycle, es casi idéntica a otra variante solo ascendente (⇗) que Parlett llama «oh hell británico». Nuevamente, el número de cartas repartidas asciende de una a un número dependiente de la cantidad de jugadores. No hay triunfos si todas las cartas se reparten y no hay restricciones en la apuesta del repartidor. Los jugadores solo obtienen puntos por la bonificación, no por las bazas. En una variación adicional, los jugadores apuestan simultáneamente apretando los puños sobre la mesa y, tras una señal, extendiendo tantos dedos como deseen apostar.

### Oh hell
En el juego descrito por John McLeod en pagat.com, los jugadores sacan una carta para el primer reparto, ganando la carta más alta. Si juegan de tres a cinco, se reparten 10 cartas a cada jugador en el primer reparto; si juegan seis, 8 cartas, y si juegan siete, 7 cartas. A partir de entonces, el número de cartas repartidas sigue una secuencia descendente y ascendente (⇘⇗). Así, si juegan 4, hay 19 repartos (10–1–10); en el primero y el último reparto se reparten 10 cartas y, por ejemplo, en el décimo reparto solo se reparte una carta por jugador.
Nuevamente, en esta variante, el repartidor está restringido para asegurarse de que el total de las apuestas no sea igual al número de bazas en ese reparto. Esto se conoce como el "gancho". Las cartas se reparten y la siguiente se voltea para el triunfo.
Hay un anotador que lleva el registro de las apuestas y puntuaciones. McLeod describe dos sistemas principales:
- Puntuación simple: El sistema más simple es que solo los jugadores que cumplen exactamente su apuesta obtienen puntos. Obtienen 1 punto por baza más una bonificación de 10. Los jugadores que no cumplen su apuesta no obtienen puntos. Los juegos con esta puntuación a menudo se llaman blackout o blob porque el anotador escribe un «1» frente a las apuestas exitosas y tacha las que fallaron, de modo que parecen una mancha negra.[nota 4]
- Puntuación común: El esquema de puntuación más extendido es otorgar a todos los jugadores 1 punto por baza. Además, aquellos que cumplen exactamente su apuesta obtienen la bonificación de 10 también. Esto da a todos «un pequeño incentivo» para intentar tomar tantas bazas como puedan.[4]
- Otra variante incluye puntuar 10 más el número de bazas tomadas para cualquier apuesta superior a cero. Para manos de cero, la puntuación es 5 más el número de bazas disponibles. Esto tiene en cuenta la relativa facilidad de hacer manos de cero al principio y la creciente dificultad en manos posteriores cuando se apuestan más bazas.

## Nombres
Oh hell es conocido por muchos nombres en inglés, incluyendo:
- 765 (Pakistán)[4]
- Blackout[5][13][14][4]
- Blob (Reino Unido)[4]
- Botheration[15]
- Bust[5] (Australia, Nueva Zelanda)[4]
- Contract whist (Reino Unido)[4]
- Elevator[4][5][14]
- Estimation hearts[16]
- German bridge (Hong Kong)[4]
- Jungle bridge[5]
- Nomination whist (Reino Unido)[9][4]
- Oh heck[14]
- Oh hell (Estados Unidos)[13][5][12][14][4]
- Oh pshaw (Estados Unidos)[17][13][14][4]
- Oh! well (Reino Unido)[3]
- Up and down the river[14] (Australia, Nueva Zelanda)[4]